# Savannah Sound
Savannah Sound – miasto na Bahamach, na wyspie Wielka Bahama.